# Río Adyar
El río Adyar, o Adayar (en tamil: அடையார்)  es un corto río costero del sur de la India, uno de los ríos que pasa por Chennai. Nace en el lago de Chembarambakkam (en el distrito de Chengalpattu) y desemboca en el estuario del Adyar, en el golfo de Bengala. 
El río Adyar contribuye al ecosistema de Chennai. El canotaje y la pesca eran una actividad continua en este río, pero hoy en día debido a la contaminación, ya no son posibles. 
La mayor parte de los desechos de la ciudad son vertidos en este río y también en el río Cooum.
- Datos: Q2825422
- Multimedia: Adyar River / Q2825422